# Distretto di Chitré
Il distretto di Chitré è un distretto di Panama nella provincia di Herrera con 50.684 abitanti al censimento 2010

## Geografia antropica

### Suddivisioni amministrative
Il distretto è suddiviso in cinque comuni (corregimientos):
- Chitré
- La Arena
- Llano Bonito
- Monagrillo
- San Juan Bautista